# 阿依吐拉
阿依吐拉（1940年5月30日—），女，维吾尔族，新疆省（今新疆维吾尔自治区）库车县人，中国舞蹈家。

## 生平
1940年5月30日，阿依吐拉生于库车县的一个小村。“阿依吐拉”在维吾尔语中的意思是“金子般的月亮”。其父是维吾尔族理发师，其母善编新疆小花帽。4岁时，父亲便离开了，此后母亲抚养她和两个哥哥。阿依吐拉自幼便帮母亲干活、做饭、卖帽子。她自幼喜爱舞蹈。1952年12岁时，进入新疆阿克苏专区文工团任舞蹈演员。1958年18岁时，调入新疆维吾尔族自治区歌舞团任独舞演员。1961年，调入东方歌舞团任独舞演员。1979年，加入中国共产党。

## 社会兼职
曾任中国舞蹈家协会第四、五届理事，中国对外文化交流协会理事，第三届、第五届全国人大代表，第六至十届全国政协委员。

## 作品
阿依吐拉的舞蹈轻盈优美，主要作品有维吾尔族舞蹈《摘葡萄》、《天山之春》、《赛乃姆舞》、《迎亲人》，塔吉克族舞蹈《牧羊女》等等。其中，《摘葡萄》曾获得1959年7月在奥地利维也纳举办的第7届世界青年与学生和平友谊联欢节金质奖。《迎亲人》获得1980年文化部直属艺术单位观摩演出表演1等奖。
1960年12月，她随国务院总理周恩来访问缅甸，在访问结束的答谢宴会上，阿依吐拉表演了塔吉克族独舞《热孜》、尼泊尔独舞《赞五歌》、印度独舞《婆罗多舞》，获得各国驻缅甸使节称赞。
后来，阿依吐拉先后学习并表演了30多个各国独舞，被誉为“民族舞蹈之花”。国外观众还将她和朝鲜族舞蹈家崔美善、蒙古族舞蹈家莫德格玛并称“东方三绝”。
1981年，中国中央电视台拍摄了电视片《介绍著名舞蹈家阿依吐拉》。阿依吐拉曾先后赴印度、日本、巴基斯坦、苏联、奥地利、美国等20多个国家访问演出。